# 조던 벨퍼트
조던 로스 벨퍼트(영어: Jordan Ross Belfort, 1962년 7월 9일 ~ )는 미국의 전직 주식 중개인이다. 시세조작, 페니 주식의 보일러 룸의 운영과 사기 행위에 대해 22개월간 투옥되었다. 벨퍼트의 일대기를 그린 영화 《더 울프 오브 월 스트리트》는 2013년 공개되었으며, 레오나르도 디카프리오가 벨퍼트 역을 맡았다.

## 같이 보기
- 화이트 칼라 범죄